# Die Quelle (Roman)

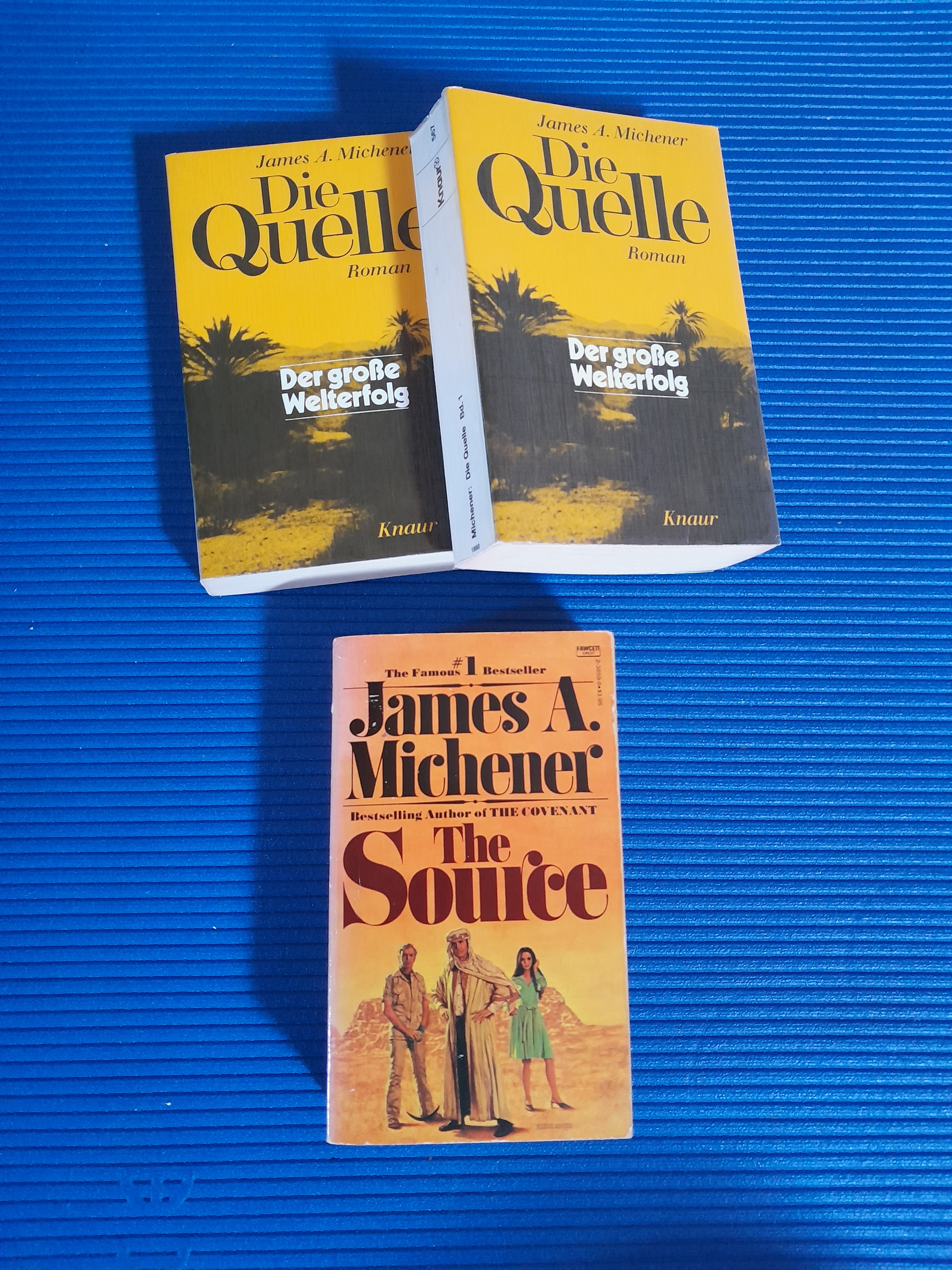
Taschenbuchausgaben in zwei Sprachen

Die Quelle (englischer Originaltitel: The Source) ist ein Roman des amerikanischen Schriftstellers James A. Michener, zuerst erschienen im Jahr 1965 bei Random House, deutsch 1966 bei Droemer. Michener beschreibt darin anhand der Ausgrabung eines fiktiven Tells die Geschichte des heutigen Israel von der Steinzeit bis zur Staatsgründung.

## Inhalt

### Handlung
In einer Rahmenhandlung, die im Jahr 1964 spielt, begegnen sich Archäologen aus Israel und den USA bei der Ausgrabung des Tell Makor, der in Galiläa, etwa 12 km östlich der Hafenstadt Akkon lokalisiert wird. Makor (hebräisch מָקוֹר) bedeutet Quelle, was dem Roman den Namen gibt: wörtlich ist die Wasserquelle der Grund, dass gerade hier eine Stadt entsteht; im übertragenen Sinn wird die Quelle des Glaubens, der Ursprung der Bevölkerung und die Basis des israelischen Selbstbewusstseins dargestellt.
Das archäologische Team ist in einem benachbarten Kibbuz untergebracht und hat so Kontakt zu jungen Israelis, die als Helfer wie auch als Stichwortgeber fungieren. Nebenbei wird die Vorgehensweise der Wissenschaftler beschrieben: Durch die Anlage von Stichgräben werden in kurzer Zeit fünfzehn Objekte aus verschiedenen historischen Epochen freigelegt. Es handelt sich dabei beispielsweise um Werkzeuge, Bauteile oder Fragmente von Rüstung und Waffen. Die Fundstellen werden – oben und somit beim jüngsten beginnend – als Schichten von I bis XV durchnummeriert. Zur Dokumentation werden die Fundstücke in situ fotografiert und danach gezeichnet; soweit möglich, wird in externen Laboren mittels Radiokarbonmethode deren Alter bestimmt.
Nach der einleitenden Phase beginnt ein Gang durch die Geschichte jener Region, von der Steinzeit über Antike und Mittelalter bis ins 20. Jahrhundert. Mehr als elf Jahrtausende besteht um die Quelle und den langsam anwachsenden Hügel von Makor eine menschliche Siedlung, deren Bewohner, ihre Sorgen und Konflikte exemplarisch beschrieben werden. In den einzelnen Kapiteln erscheinen die ausgegrabenen Objekte in ihrem jeweiligen historischen Kontext. Die Handlungsdauer ist sehr unterschiedlich, sie erstreckt sich über Tage, Wochen, Monate oder auch Jahre. Fast jedes Kapitel der Vergangenheit wird unterbrochen durch eine oder mehrere kurze Episoden „…Der Tell“, die in der Gegenwart des Jahres 1964 spielen und so die Rahmenhandlung wieder aufgreifen.

### Liste der Kapitel
| Schicht Nr. | Jahr              | Archäologisches Fundstück                                                             | Titel                                | Inhalt |
| ----------- | ----------------- | ------------------------------------------------------------------------------------- | ------------------------------------ | --- |
|             | 1964              |                                                                                       | Der Tell                             | Vorstellung der Menschen, die an der Ausgrabung arbeiten. |
| XV          | 9831 v. Chr.      | Vier Feuersteine, die die Schneide einer Sichel bildeten                              | Der Bienenfresser                    | Aus Jägern und Sammlern werden die ersten Bauern. Die Frau des Protagonisten Ur errichtet einen Monolithen, der noch über Jahrtausende ein Kultgegenstand bleibt, bis er von dem ständig weiter wachsenden Tell ganz umschlossen und überdeckt wird. |
| XIV         | 2203–2201 v. Chr. | Tonstatuette der Astarte                                                              | Um Tod und Leben                     | Der Bauer Urbaal wird zwischen den Kulten der Liebesgöttin Astarte und des Feuergottes Melak hin- und hergerissen und zerbricht schließlich daran. |
| XIII        | 1419 v. Chr.      | Zwei Tongefäße mit Spuren eines Brandes                                               | Ein alter Mann und sein Gott         | Die nomadische Sippe des Zadok wird auf Geheiß ihrer monotheistischen Gottheit El-Schaddai sesshaft; zunächst auf den Feldern vor Makor, schließlich nehmen sie die Stadt mit Waffen und Feuer ein. |
| XII         | 960 v. Chr.       | Altar mit Hörnern                                                                     | Der Psalm Jabaals, des Wiedehopfs    | Dem Baumeister Jabaal, genannt Wiedehopf, gelingt es, einen unterirdischen Gang zum außerhalb der Stadt gelegenen Brunnen zu bauen und so die Schwachstelle der Verteidigung zu beseitigen. Bei einem Besuch des greisen Königs David hofft Jabaal auf Anerkennung, gar auf den Ruf in die Hauptstadt, doch am Ende ist sein Freund und Vorarbeiter erschlagen, seine Frau zieht mit einem Musiker an den Hof Davids, und der „Wiedehopf“ bleibt in Makor zurück.                                   |
| XI          | 606–605 v. Chr.   | Helm und Speerspitze eines babylonischen Kriegers                                     | Die Stimme der Witwe Gomer           | Gomer und ihr Sohn Rimmon ziehen nach Jerusalem zum Laubhüttenfest. Nicht lange danach muss Makor dem Heer Nebukadnezars trotzen und erliegt der Übermacht. Doch selbst in der Babylonischen Gefangenschaft kann Rimmon im Volk Israel die Erinnerung an Jerusalem am Leben halten. |
| X           | 167 v. Chr.       | Skulptur einer Hand, die einen Schaber hält                                           | Im Gymnasion                         | Die Hebräer sind aus Babylon zurückgekehrt, doch nun sind sie ein kleiner Teil des großen Seleukidenreichs und sollen dessen Herrscher Antiochos IV. göttliche Ehren erweisen, was mit ihrem Glauben unvereinbar ist. Der Gemeindevorsteher Jehubabel verliert zudem seinen Sohn an den weltläufigen und sportbegeisterten Statthalter Tarphon. |
| IX          | 4 v. Chr.         | Glasphiole für Parfüm                                                                 | König der Juden                      | Timon, ein langjähriger Weggefährte des Königs Herodes, erinnert sich, wie dieser an die Macht gekommen ist und sich aller echten oder vermeintlichen Bedrohungen entledigt hat. Nun hat der Verfasser selbst das Misstrauen des paranoiden Herrschers erregt und sieht im Gefängnis seiner Hinrichtung entgegen. |
| VIII        | 40–67 n. Chr.     | Römischer Sesterz                                                                     | Jigal und die drei Feldherren        | Der spätere Kaiser Vespasian wird als Feldherr beauftragt, den Aufstand in der römischen Provinz Iudaea niederzuschlagen. In Makor trifft er auf den Feldarbeiter Jigal, den er für den gegnerischen Befehlshaber hält, ohne zu wissen, dass tatsächlich Flavius Josephus, „der beste Soldat, den die Juden jemals gehabt haben“, im Hintergrund die Fäden zieht. |
| VII         | 326–351           | Steinerner Türsturz mit jüdischen und christlichen Symbolen auf verschiedenen Flächen | Das Gesetz                           | Rabbi Ascher ha-Garsi beginnt den Bau einer neuen Synagoge in Makor. Doch er muss erkennen, dass nicht dies Gottes Aufgabe für ihn ist, deshalb sucht er die Rabbiner in Twerija auf und arbeitet am Talmud mit. Als die Vertreter der christlichen Kirche im Auftrag des Kaisers Konstantin eine Basilika bauen, wechselt der unzufriedene jüdische Handwerker Jochanan seinen Arbeitgeber und seinen Glauben. Schließlich eskaliert der Streit und die überlebenden Juden ziehen in die Diaspora. |
| VI          | 635               | Kalkstein mit islamischem Ornament, in späterer Zeit mit Kreuzen versehen             | Ein Tag im Leben eines Wüstenreiters | Während die jüdische Witwe Schimirit unter dem unbeugsamen mosaischen Gesetz leidet, nähert sich eine arabische Reiterstaffel unter Abd Omar, um den Islam zu verbreiten. |
| V           | 1096–1105         | Grabstein des Kreuzritters Volkmar von Gretsch                                        | Volkmar                              | Aus der fiktiven Stadt Gretsch am Rhein macht sich der Ritter Volkmar auf den Kreuzzug. Nach verlustreichen Kämpfen, sowohl auf dem Weg als auch bei der Eroberung des „Heiligen Landes“, lässt er sich in der kleinen Stadt Makor nieder, nennt sie Ma Cœur und errichtet eine Burg. |
| IV          | 1289–1291         | Siegelabdruck aus Bronze                                                              | Die Feuer von Ma Cœur                | Nach zwei Jahrhunderten mehr oder weniger friedlicher Koexistenz müssen sich die Kreuzritter unter Graf Volkmar VIII. einer neuen Bedrohung stellen: den Mamelucken. Sie schlagen das Angebot des freien Abzugs aus und müssen eine unbarmherzige Belagerung erdulden. Nachdem die Burg geschleift ist, bleibt der Hügel, auf dem jahrtausendelang die Stadt Makor lag, öde und unbewohnt. |
| III         | 1540–1559         | Goldene Menora                                                                        | Die heiligen Männer von Safed        | In der galiläischen Stadt Safed finden sich die Rabbiner Zaki aus Podi, Diego Ximeno aus Avaro und Elieser aus Gretsch. Sie verließen ihre Heimatländer Italien, Spanien und Deutschland, wo sie unterdrückt, verfolgt und bedroht wurden, und bringen ihre sephardischen und aschkenasischen Traditionen mit. In gemeinsamer Auslegung und Diskussion entwickeln sie die mystische Tradition der Kabbala.                                                                                          |
| II          | 1880              | Arabische Goldmünze                                                                   | Im Schatten des Türkenreichs         | Der osmanische Beamte Faradsch ibn Ahmed Tabari, Kaimakam in Tabarije, wird vom jüdischen Immigranten Schemuel Hakohen bedrängt, ihm Landkauf zu gestatten. Zugleich dringen der Mufti und der Kadi darauf, die Ansiedlung von Juden aus dem Zarenreich zu verhindern, und auch die vorgesetzten Beamten in Akka und Beirut verfolgen eigene Ziele. Listig versucht Tabari alle Seiten gegeneinander auszuspielen und sein Schäfchen ins Trockene zu bringen.                                       |
| I           | 1948              | Gewehrpatrone                                                                         | Rebbe Itzik und die Sabra            | Am Vorabend der Staatsgründung stehen sich jüdische und arabische Kämpfer gegenüber, erstere unter der Führung von Isidor Gottesmann und Teddy Reich. Doch auch die chassidische Synagoge des Rebbe von Wodsch soll im neu entstehenden jüdischen Staat ihren Platz finden. Hier treten zwei der späteren Archäologen – Eliav und Bar-El – bereits in Erscheinung. |
|             | 1964              |                                                                                       | Der Tell                             | Die Rahmenhandlung wird fortgeführt, nachdem die Suchgrabungen bis zum Felsboden vorgedrungen und somit beendet sind. Auch bei den Wissenschaftlern tut sich etwas: Eliav wird in die Politik zurückgerufen, Bar-El plant zu heiraten, Cullinane und Tabari bleiben am Tell. Doch bevor das Team sich auflöst, machen sie einen Aufsehen erregenden Fund und entdecken sogar den unterirdischen Gang zum Brunnen, der seit Jahrhunderten verschüttet und in Vergessenheit geraten war.              |

Die im Folgenden verwendeten römischen Zahlen #I – #XV entsprechen der jeweiligen Schicht in der obigen Kapitelliste.

Beispiele einiger ausgegrabenen Artefakte
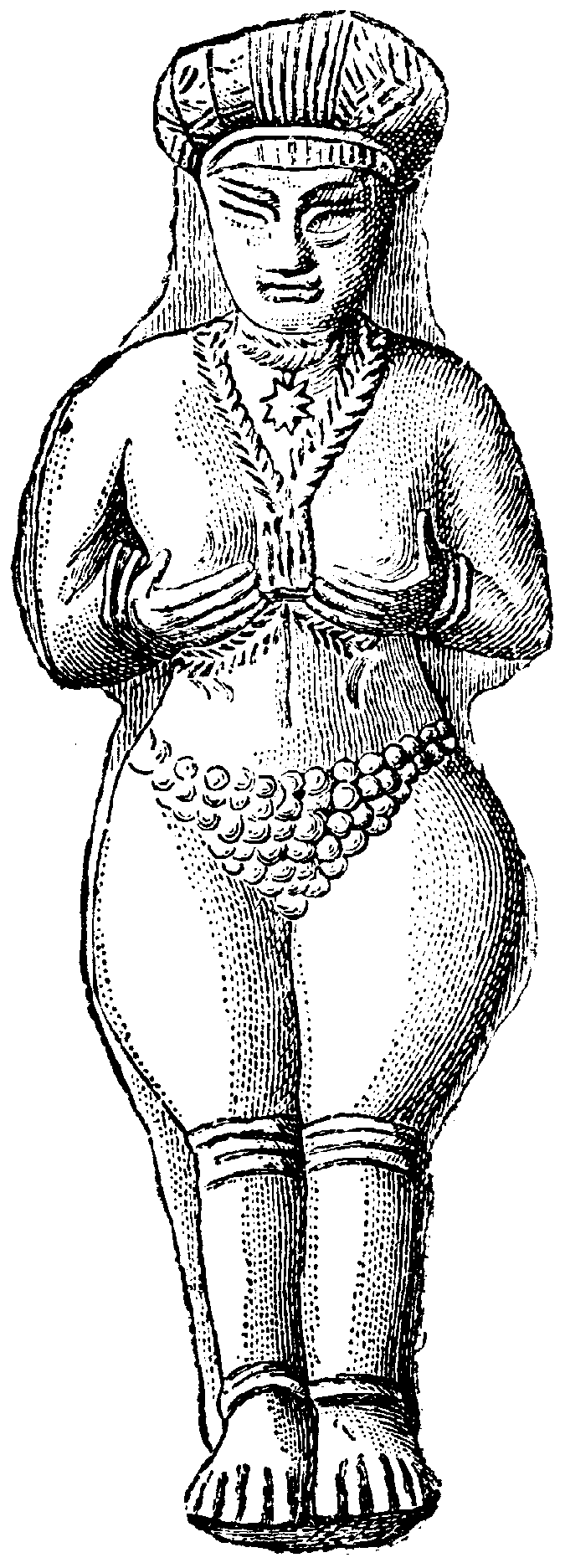
Astarte-Figur (#XIV)
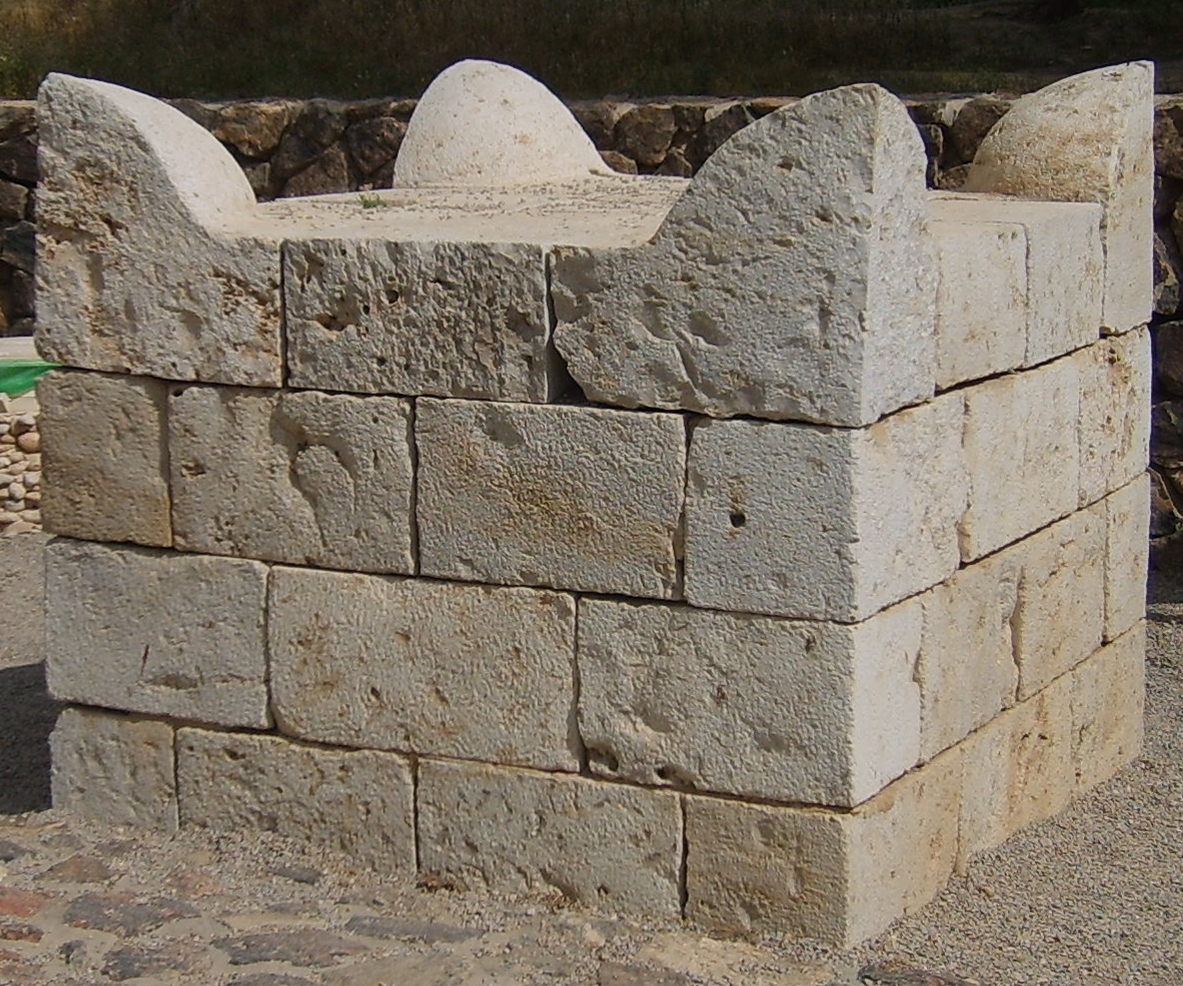
Gehörnter Altar (#XII)
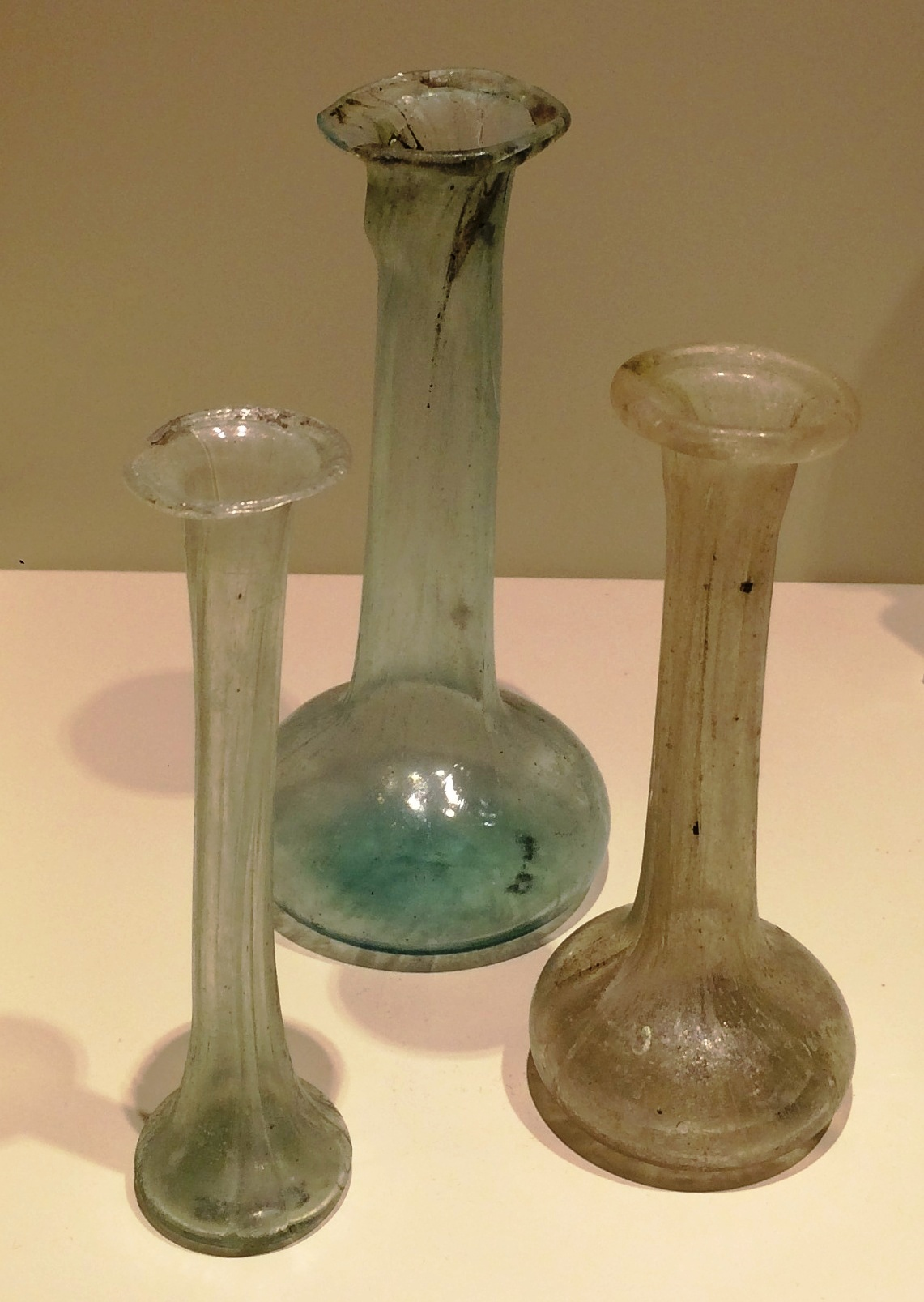
Glasphiolen (#IX)
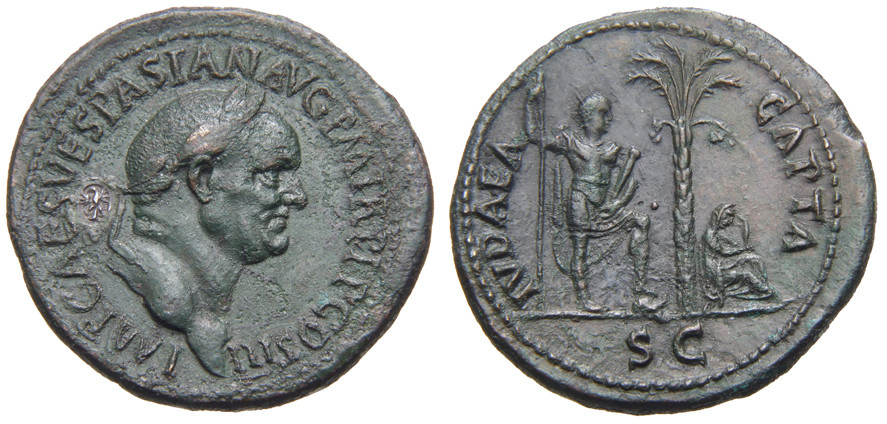
Römischer Sesterz mit dem Abbild des Vespasian (#VIII)
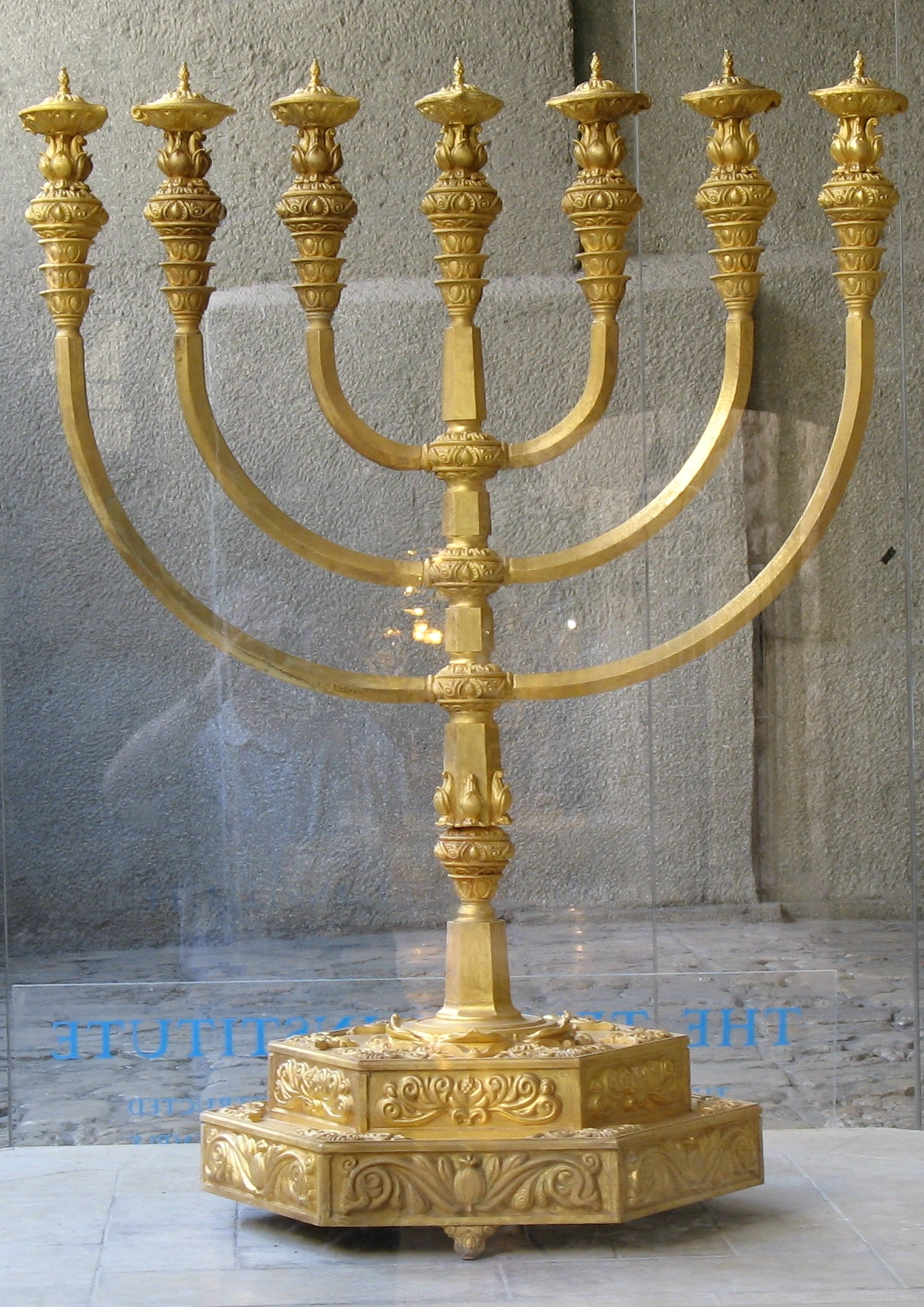
Goldene Menora (#III)

### Personen

#### Rahmenhandlung (1964)

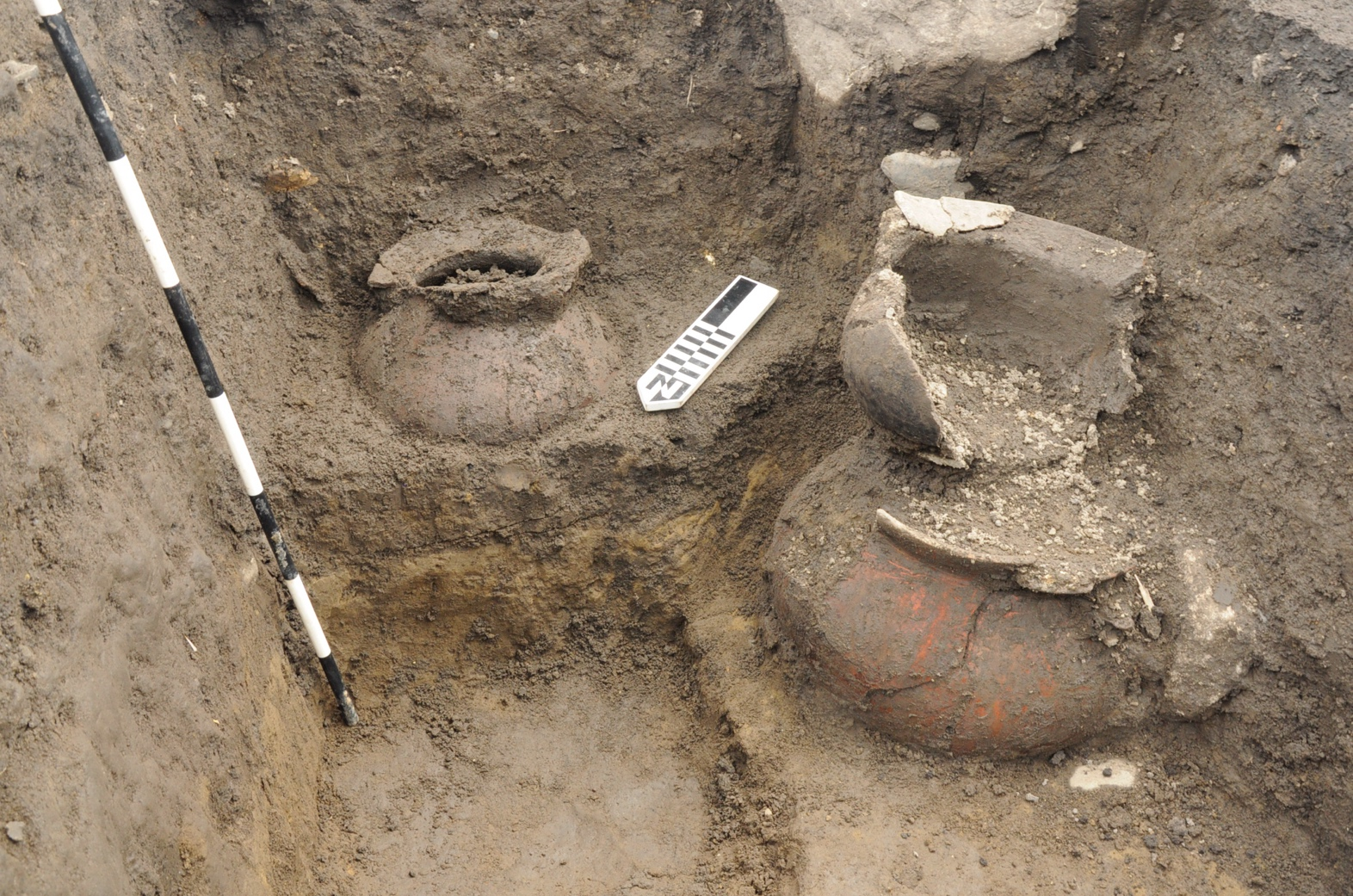
Archäologische Ausgrabungsstätte

- John Cullinane, leitender Archäologe, irisch-stämmiger Amerikaner aus Chicago; Katholik, Anfang vierzig
- Ilan Eliav, Verwaltungschef der Ausgrabung, freigestellter Regierungsbeamter; Jude, Mitte vierzig
- Vered Bar-El, Expertin für Keramik; Jüdin, Mitte dreißig
- Dschemail Tabari, Organisator; Moslem, Ende dreißig

Nebenpersonen
- Paul J. Zodman, Geschäftsmann aus Chicago, Geldgeber der Ausgrabung
- Teddy Reich, ehemaliger Kibbuznik, jetzt General der israelischen Armee
- Schwartz, Kibbuz-Sekretär, etwa 35 Jahre alt
- verschiedene namenlose archäologische Helfer, z. B. eine israelische Zeichnerin und ein englischer Fotograf

#### Historische Personen
Neben den historischen Persönlichkeiten, die in der jeweiligen Epoche leben und wirken, jedoch nur aus der Ferne oder indirekt Einfluss auf die Handlung nehmen, wie z. B. Nero oder Saladin, finden einige Personen der Geschichte ihren Weg nach Makor oder kreuzen zumindest den Weg der Handelnden:
- König David besucht Makor gegen Ende seiner Regierungszeit, kann jedoch die Meisterleistung des Baumeisters Jabaal nicht erkennen (#XII).
- Nebukadnezar II. nimmt Makor ein und führt die Bevölkerung ins Exil (#XI).
- Vespasian und Titus agieren als römische Feldherren in Galiläa; Trajan senior ist als Legat in ihrem Stab (#VIII).
- Flavius Josephus organisiert die Verteidigung Makors und setzt sich im richtigen Moment ab (#VIII).
- Der Apostel Paulus predigt in Ptolemaïs und wird von Jigal gehört (#VIII).
- Kaiserin Helena rastet in Makor und legt den Ort für eine neue Basilika fest (#VII).
- Peter der Einsiedler löst Graf Volkmars Aufbruch nach Jerusalem aus; Gottfried von Bouillon, Robert von der Normandie, Stephan von Chartres sind Volkmars Weggefährten auf dem Ersten Kreuzzug (#V).

### Wiederkehrende Elemente
Sowohl bei Menschen als auch bei topographischen Elementen ziehen sich rote Linien durch die Zeitalter.
- Immer findet sich in Makor mindestens eine Familie, die ihre Herkunft auf den Mann Ur (#XV) als Stammvater zurückführen könnte. Doch ist es meist dem Leser vorbehalten, von dieser Abstammungslinie zu wissen; für die Menschen der jeweiligen Epochen liegt die vorherige viel zu weit im Dunkel der Vergangenheit. Sogar die an der Ausgrabung beteiligten Archäologen Tabari und Eliav stellen sich schließlich als Nachfahren früherer Bewohner von Makor – und somit als Abkömmlinge von Ur – heraus.
- Der Monolith, der in der Steinzeit aufgestellt und verehrt wird (#XV), bildet noch in kanaanäischer Zeit (#XIV) unter dem Namen El ein althergebrachtes Heiligtum. In späteren Zeitaltern hat ihn der Tell vollständig zugedeckt, doch die Heiligkeit des Ortes bleibt: genau über dem uralten Stein werden Tempel (#XIII, #XII, #XI, #X, #IX) und Kirchen (#VII, #V) errichtet.
- Fast immer gehören die Bewohner der Stadt mehreren verschiedenen Religionen an. Das aufkommende Judentum muss noch lange mit Baalsverehrern leben und sich später gegen griechischen und römischen Polytheismus verteidigen. Christentum und Islam stellen neue Herausforderungen dar, so dass die jüdische Bevölkerung sich immer neu für ihren Glauben entscheiden muss.
- Mehrere der Protagonisten erfahren direkte göttliche Kontaktaufnahme durch Rede oder Vision: Zadok (#XIII), Gomer (#XI), Ascher ha-Garsi (#VII).
- Das Schma Jisrael als zentrales Gebet des Judentums stellt für viele Generationen ein Credo, einen Anker in Widrigkeiten und ein letztes Wort vor dem Tode dar, z. B. für einen namenlosen alten Mann, Opfer des Antiochos (#X), oder Timons Ehefrau Schulamit (#IX).
- Die Quelle, nach der Makor benannt ist, befindet sich außerhalb der Stadt und macht diese bei Belagerungen anfällig. Dank des unterirdischen Gangs aus der Zeit König Davids ist der Brunnen gefahrlos zu erreichen, doch die technische Meisterleistung des Jabaal (#XII) gerät nach tausend Jahren in Vergessenheit. Dennoch bleibt der Name der Stadt unverändert. Ein weiteres Jahrtausend später wird der Gang wieder freigelegt und in die Kreuzritterburg integriert (#V), doch nach deren Zerstörung wird er abermals verschüttet (#IV).

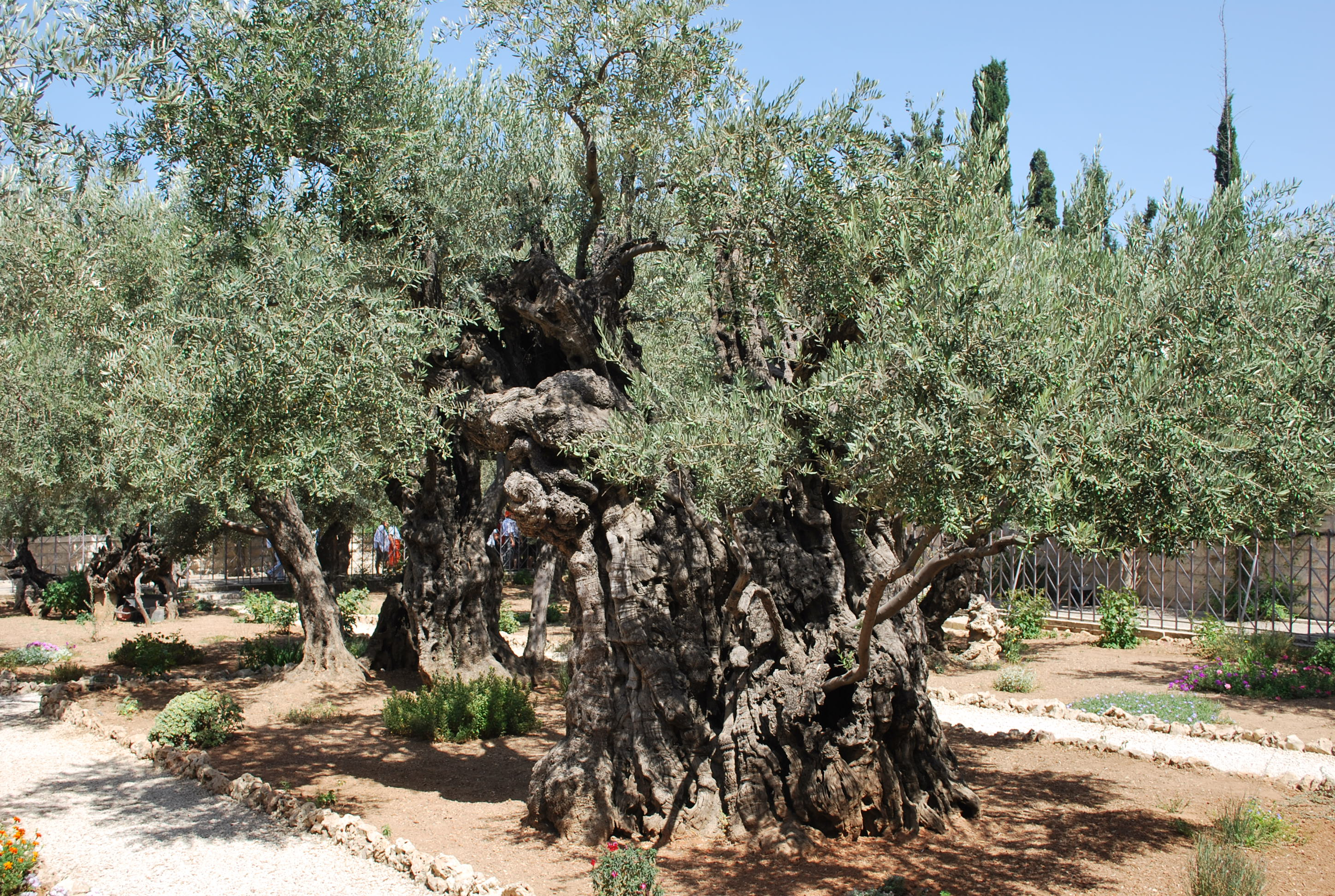
Jahrtausende alte Ölbäume, wie sie auch in Makor zu finden wären

- Vor der Stadt liegt ein Olivenhain, der über viele Generationen den Protagonisten gehört (Urbaal #XIV, Uriel #XIII, Timon #IX, Volkmar #IV) oder wenigstens von ihnen bearbeitet wird (Rimmon #XI, Jigal #VIII). Selbst die Archäologen des 20. Jahrhunderts wandeln zwischen diesen Ölbäumen, die „nicht Jahre oder Jahrzehnte, sondern Jahrhunderte oder Jahrtausende“[5] alt sind.
- Kriege und Kämpfe, Mord und Totschlag kommen häufig vor, seien es die großen Kriege des Nahen Ostens (Babylonier #XI, Römer #VIII, Kreuzfahrer #V, Mamelucken #IV), tyrannische Maßnahmen der Herrscher (Antiochos #X, Herodes #IX, Nero #VIII), religiöse Zwiste (Landnahme der Israeliten #XIII, Konstantinische Wende #VII, Islamische Expansion #VI) oder lokale Streitigkeiten – gewaltsame Todesfälle sind alles andere als selten.
- Die unweit von Makor gelegene Hafenstadt Akkon ist – unter ihrem jeweiligen Namen Akka, Akko, Ptolemaïs, Saint-Jean-d’Acre – der Zugang zur großen weiten Welt. Makor selbst liegt abseits der großen Politik, leidet aber trotzdem unter den Kämpfen der Mächtigen, für die diese kleine Stadt im kleinen Land nur ein Nebenschauplatz ist. Kanaaniter, Hethiter, Hebräer, Babylonier, Ägypter, Phönizier, Hellenen, Römer, Byzantiner, Araber, Kreuzfahrer, Osmanen und Briten wechseln sich als Oberherren ab, bevor Israel 1948 unabhängig wird.

#### Übersetzung

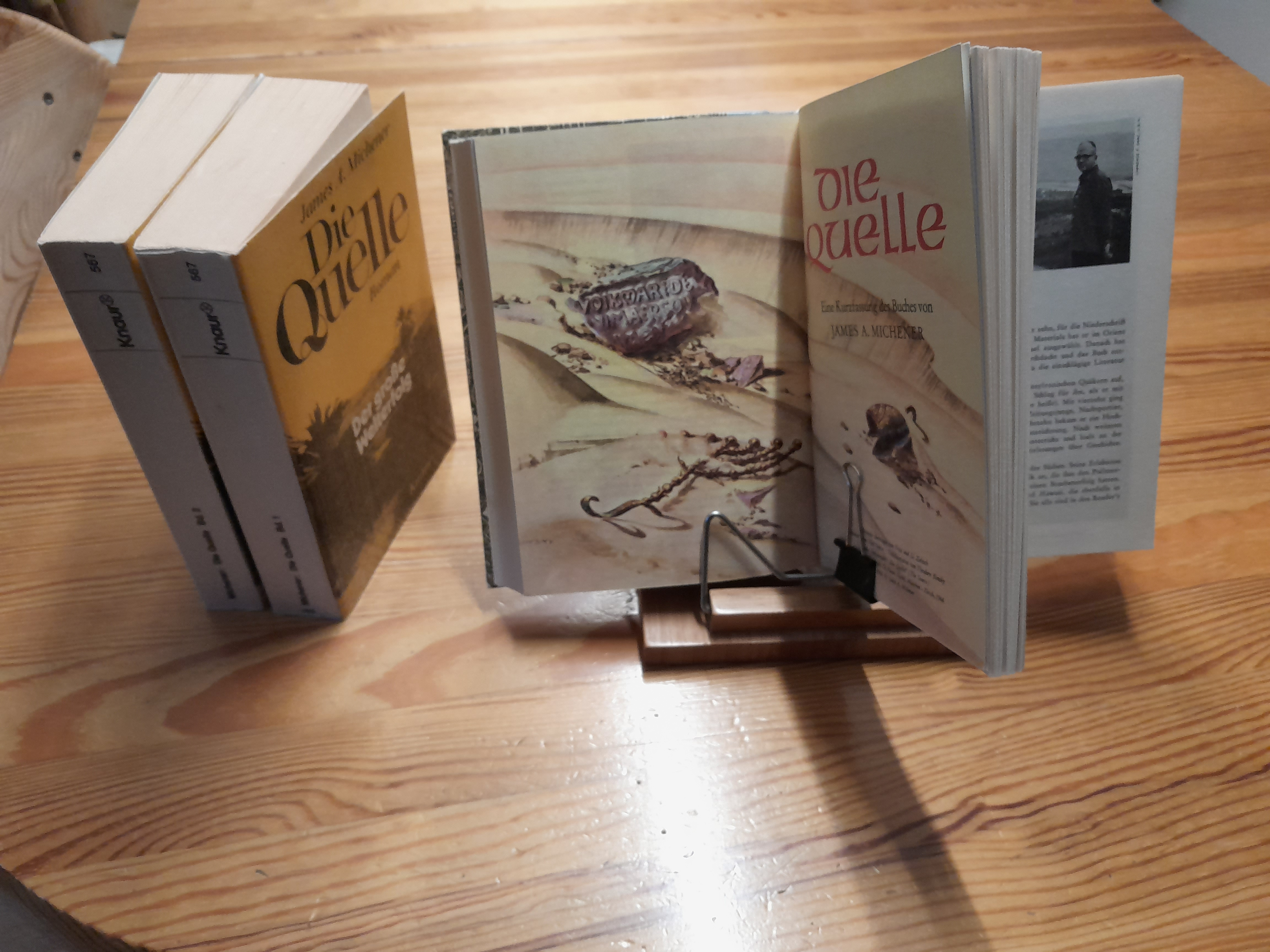
Vergleich zwischen dem vollständigen Roman und der gekürzten Readers-Digest-Version

#### Rückblick und Ausblick

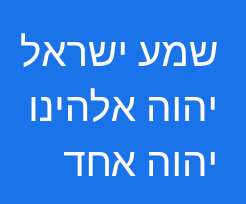
Das Schma Jisrael